# 퀸즐랜드 대학교
퀸즐랜드 대학교(영어: The University of Queensland, UQ)는 오스트레일리아 브리스번에 위치한 공립 대학교로 1909년에 설립되었다. 오스트레일리아에서 5번째로 오래된 대학이며 퀸즐랜드주에서 처음으로 설립된 대학이기도 하다. 주 캠퍼스는 브리즈번 남서쪽의 세인트 루시아에 위치한다. 또한, 퀸즐랜드 대학교는 오스트레일리아 내 주요 연구 중심 대학들의 모임인 그룹 오브 에이트에 속해있으며 Universitas 21의 구성원이기도 하다.
본 대학교와 자매결연을 맺은 대한민국의 대학교로는 서울대학교, 고려대학교, 연세대학교, 카이스트, 및 이화여자대학교가 있다.

## 역사
퀸즐랜드 대학교는 100년 이상의 역사를 가진, 호주 브리즈번에서 가장 오래된 대학이다. 브리즈번에서 호주의 5번째 대학교로서 1909년 12월 10일 개교하였다. 학교 규모가 급성장함에따라, 1990년에 게톤 지역에 새로운 캠퍼스를 건설하였다. 늘어나는 국제 학생수를 감당하기 위하여 1999년에 또다른 캠퍼스를 입스위치와 허스턴 지역에 추가로 건설하였다. 2013년 기준으로, 퀸즐랜드 대학교는 본 캠퍼스를 포함한 총 5개의 캠퍼스를 가지고 있다.

## 학과
총 16개의 세부대학으로 나뉘어 있으며, 140개의 학부 학과가 존재한다.
- 예술과학대학
  - 예술
    - 예술학과, 무용학과, 연극영화과, 디지털예술/실험미디어학과, 음악학과

  - 인문
    - 동양언어문화학과, 고전학과, 사상비교역사학과, 비교문학과, 영어영문학과, 프랑스 & 이탈리아학과, 독어독문학과, 언어학과, 극동언어문명학과, 스칸디나비아연구학과, 슬라빅언어문학과, 스페인 & 포르투갈어학과, 한국어학과

  - 자연과학
    - 응용수학과, 천문학과, 생물학과, 생화학과, 환경학과, 분자생명공학과, 생물정보학과, 화학과, 수학과, 물리학과, 심리학과, 청력청각학과, 통계학과

  - 사회과학
    - 미국인종학과, 아메리칸인디언연구학과, 인류학과, 통신학과, 경제학과, 지리학과, 사학과, 법과 사회, 철학과, 정치학과, 사회학과, 여성학과
- 인공환경대학
  - 건축학과, 건축관리학과, 조경건축학과, 도시건축학과
- 경영대학
  - 회계학과, 금융경제학과, 정보시스템관리학과, 경영학과, 마케팅/국제경영학과, 호텔경영학과
- 치과대학
- 교육대학
- 공과대학
  - 항공우주학과, 생물공학과, 화학공학과, 환경공학과, 컴퓨터공학과, 전기공학과, 인간중심디자인공학과, 산업공학과, 재료공학과, 기계공학과
- 환경대학
  - 수산양식학과, 기상학과, 지구우주과학과, 산림학과, 해양생물학과, 해양학과
- 일반대학원
- 정보대학
- 법학대학
- 의학대학
- 간호대학
- 약학대학
- 행정대학
- 공공보건대학
- 사회복지대학
- 국제연구대학

## 연구소
- 학부와 독립적으로 대학 산하 8개 연구소가 운영되고 있다. 2011년 기준, 3949명의 연구학위과정생들이 등록하고 있으며, 113명의 박사후 과정 진행자들이 정규 국가 및 연구기금 펠로우쉽을 부여받았다. 또한 3조 3천8백억 달러 가량의 연구비가 정부 연구과제, 개인 및 단체 기부금, 기업체를 통하여 들어왔다.[2] 2013년 2월 퀸즐랜드 대학은 호주 및 세계 최대 규모인 국립 자폐증 연구 센터를 유치했다.[3]
  - 호주 국립 나노생명공학 연구소 (AIBN)
  - 다이애맨티나 의생명 연구소 (DI)
  - 분자생물학 연구소 (IMB)
  - 사회과학 연구소 (ISSR)
  - 퀸즐랜드 주립 뇌 연구소 (QBI)
  - 자원개발 연구소 (SMI)
  - 기후변화 연구소 (GCI)
  - 농식량 연구소 (QAAFI)

## 연구 성과
2018-19년 기준 호주 국립 연구 기관에 따르면, 퀸즐랜드 대학은 22개 분과 126개 세부전공 중에서 물리학 (전산 및 컴퓨터 과학, 통계학, 우주공학), 화학 (재료 화학, 응용환경학), 생물학 (진화과학, 동물학, 식물학, 원예학, 환경공학, 면역학, 뇌과학, 미생물학, 유전학, 유전체학), 공학 (기계 공학, 재료 공학) 등의 분야에서 오스트레일리아 Go8 내 구성원의 평균 성과보다 좋은 성과를 내었다고 평가받았다.

## 평가
2025년 기준으로 QS 세계 대학 순위가 발표한 세계 대학 순위에서 40위, 2024년 U.S. News & World Report가 발표한 World's Best Universities에서 세계랭킹 41위, 2024년 타임스 고등교육 세계 대학 평가에서 발표한 세계 대학 순위에서는 70위 를 기록하고 있다.
또한, 최근 3년간 호주 내 연구비 지급 현황에선 호주 내 대학 중 1위를 기록하고 있으며, 호주 내 가장 큰 연구규모를 가지고 있다.

## 같이 보기
- 오스트레일리아의 대학 목록